# Le pont des soupirs
Le pont des soupirs (deutsch: Die Seufzerbrücke) ist eine Operette von Jacques Offenbach.
Bei dem Stück handelt es sich um das dritte abendfüllende Werk Offenbachs (nach Orphée aux Enfers und Geneviève de Brabant). Das Libretto schrieben Hector Crémieux und Ludovic Halévy. Weil das Werk großen Erfolg hatte, arbeitete Offenbach das Werk 1868 auf vier Akte aus. Musikalisch hält Die Seufzerbrücke das Niveau anderer Offenbach-Werke, von der Handlung her fällt das Werk jedoch ein wenig hinter anderen Opern zurück.

## Handlung
Die Handlung spielt im Venedig des Jahres 1321. Aus diesem Grund ist der Titel ein Anachronismus, die Seufzerbrücke existierte zu dieser Zeit noch nicht.

### 1. Akt
1. Bild – Venedig, am Canale Grande vor dem Palast des Dogen
Der Doge Cornarini ist zusammen mit seinem Knappen Baptiste aus dem Krieg heimlich zurückgekehrt, um die Treue seiner Frau Catarina zu prüfen. Diese vergnügt sich in der Abwesenheit mit dem Pagen Amoroso. Da platzt der Rivale Cornarinis, Malatromba, dazwischen und singt Catarina ein Lied. Als Malatromba wieder geht und Amoroso, zum Schrecken Catarinas mit sich ziehen lässt, sind Cornarini und Baptiste erneut vor ein Problem gestellt: Sie werden in der Stadt gesucht, weil Cornarinis Rückkehr als Flucht vor dem Gegner und als Verrat gewertet wurde. Schließlich können sie trotzdem dem „Polizisten“ und seinen Leuten entkommen.
2. Bild – Festsaal im Palast des Dogen
Cornarino und Baptiste haben sich in Catarinas Haus geschlichen. Malatromba ist ebenfalls anwesend und verlangt Catarinas Liebe dafür, dass Amoroso nichts geschieht. Zwischendurch bringen Cornarini und Baptiste noch die zwei Spione Malatrombas um und geben sich als diese aus. Zum Ende werden sie jedoch enttarnt und verhaftet.

### 2. Akt
3. Bild – Im Palazzo des Rats der Zehn
Der Rat der Zehn schläft – wie gewöhnlich – und tut sonst nichts. Erst als ein kleines Ballett zu tanzen beginnt, wird die Müdigkeit halbwegs vertrieben. Da werden Cornarino, Baptiste, Amoroso und Catarina von Malatromba vor den Rat gebracht und angeklagt. Durch Bestechung wird Malatromba einstimmig zum neuen Dogen gemacht, als Cornarino behauptet, nicht die Spione, sondern sich selbst getötet zu haben. Erst da bekommt der Rat einen Brief der Flotte, in dem steht, dass Cornarinos Flucht nur ein taktisches Manöver war und kurz danach der völlige Sieg über die Feinde errungen worden ist. Cornarino enttarnt sich: Venedig hat nun zwei Dogen.
4. Bild – Karneval in Venedig, Maskentreiben am Lido
Venedig feiert Karneval. Mitten in der Feier tritt der Rat der Zehn auf und verkündet, dass es zwei Dogen gibt. Ein Zweikampf soll entscheiden, wer neuer Doge sein soll. Diesen gewinnt Cornarino mit Hilfe Amorosos.